# Adem Alilet
Adem Alilet, né le 17 janvier 1999 à Zeralda en Algérie, est un footballeur algérien qui joue au poste de défenseur central à l'USM Alger.

## Statistiques

### En club
| Saison                | Club                  | Championnat           | Championnat | Championnat | Championnat | Coupe(s) nationale(s) | Coupe(s) nationale(s) | Coupe(s) nationale(s) | Supercoupe | Supercoupe | Supercoupe | Compétition(s) continentale(s) | Compétition(s) continentale(s) | Compétition(s) continentale(s) | Compétition(s) continentale(s) | Autres compétitions | Autres compétitions | Autres compétitions | Autres compétitions | Total | Total | Total |
| Saison                | Club                  | Division              | M.          | B.          | P.d.        | M.                    | B.                    | P.d.                  | M.         | B.         | P.d.       | Comp.                          | M.                             | B.                             | P.d.                           | Comp.               | M.                  | B.                  | P.d.                | M.    | B.    | P.d.  |
| 2019-2020             | USM Alger             | Ligue 1               | 6           | 0           | 0           | 1                     | 0                     | 0                     | -          | -          | -          | C1                             | 2                              | 0                              | 0                              | -                   | -                   | -                   | -                   | 9     | 0     | 0     |
| 2020-2021             | USM Alger             | Ligue 1               | 13          | 1           | 0           | 1                     | 0                     | 0                     | 1          | 0          | 0          | -                              | -                              | -                              | -                              | -                   | -                   | -                   | -                   | 15    | 1     | 0     |
| 2021-2022             | USM Alger             | Ligue 1               | 12          | 1           | 0           | -                     | -                     | -                     | -          | -          | -          | -                              | -                              | -                              | -                              | -                   | -                   | -                   | -                   | 12    | 1     | 0     |
| 2022-2023             | USM Alger             | Ligue 1               | 18          | 2           | 0           | -                     | -                     | -                     | -          | -          | -          | C2                             | 15                             | 2                              | 0                              | -                   | -                   | -                   | -                   | 33    | 4     | 0     |
| 2023-2024             | USM Alger             | Ligue 1               | 14          | 0           | 0           | 3                     | 0                     | 0                     | -          | -          | -          | C2                             | 7                              | 0                              | 1                              | SCAF                | 1                   | 0                   | 0                   | 25    | 0     | 1     |
| 2024-2025             | USM Alger             | Ligue 1               | 14          | 0           | 0           | 4                     | 0                     | 0                     | -          | -          | -          | C2                             | 8                              | 1                              | 0                              | -                   | -                   | -                   | -                   | 26    | 1     | 0     |
| Total sur la carrière | Total sur la carrière | Total sur la carrière | 77          | 4           | 0           | 9                     | 0                     | 0                     | 1          | 0          | 0          | -                              | 32                             | 3                              | 1                              | -                   | 1                   | 0                   | 0                   | 120   | 7     | 1     |

## Palmarès

### Palmarès en club
| USM Alger (2) |
| --- |
| - Supercoupe d'Algérie : - Finaliste : 2020 - Coupe de la confédération CAF (1) : - Vainqueur : 2023 - Supercoupe de la CAF (1) : - Vainqueur : 2023 |